# قرار مجلس الأمن التابع للأمم المتحدة رقم 433
قرار مجلس الأمن التابع للأمم المتحدة رقم 433، الذي اتخذ بالإجماع في 17 أغسطس 1978، بعد دراسة طلب جزر سليمان للحصول على عضوية في الأمم المتحدة، أوصى المجلس الجمعية العامة بقبول جزر سليمان.